# Rakija
Rakija ili prirodna rakija (iz arapskog عرق/Arak,  albanski: raki, makedonski i srpski: ракија, rumunjski: rachiu, bugarski: ракия; sve iz tur. rakı) ili žganica je žestoko piće slično vinjaku i votki, izrađeno destilacijom fermentiranog voća. Sadržaj alkohola obično iznosi oko 40 %, ali domaća rakija može biti jača, od 50 do 60 %. Prepečenica je dvostruko destilirana rakija, gdje sadržaj alkohola nekad prelazi čak i 60 %. Brlja je popularni naziv za jeftinu rakiju loše kvalitete, manjeg volumnog udjela alkohola te često obojenu. Ona je rezultat neočišćenih cijevi kod ponovljene destilacije, kipljenja koma, prljavih posuda i boca, te razblaživanja običnom umjesto destiliranom vodom.
Sve rakije su u osnovi bezbojne, osim kad joj se dodaju drugi sastojci. Prava rakija se boji (zbog dodatne arome) u drvenom buretu, a ne sa šećerima, karamelama i slično.
Uz obalu Jadrana i općenito na sjevernom Mediteranu najviše se proizvodi lozovača.
Rakija se smatra nacionalnim pićem mnogih slavenskih naroda: u Hrvatskoj, Bosni i Hercegovini, Bugarskoj, Crnoj Gori, Makedoniji i Srbiji. Najpoznatija vrsta voćne rakije je šljivovica, koja se proizvodi postupkom pečenja ili destilacije provrelih (fermentiranih) šljiva. Po kvaliteti su poznate lička i slavonska šljivovica. Ostala voća osim grožđa i šljiva od koje se rakija proizvodi su marelice, kruške, jabuke, smokve, dunje, oraha i dr.
Rakija lozovača se radi od nusproizvoda kod pripremanja vina (lupine i taloga), a katkad poslije destilacije miješa s drugim sastojcima kao što su aromatične trave, med, višnje i lješnjaci. Destilacija se radi uglavnom u bakrenim kotlovima koji mogu biti konstruirani za diskontinuirani proces uglavnom za kućnu proizvodnju i diskontinuirani u industrijskoj proizvodnji. 
Kod pečenja domaće rakije u treba voditi računa o odvajanju prvog odtoka (oko 0.5% fermentiranog sadržaja) koji sadrži veliki udio štetnog metanola. Kad udio alkohola opadne ispod 25-30%, temperatura je porasla te tada rakija sadrži neke druge teške alkohole i nečistoće. Ta se otpadna rakija može upotrijebiti u sljedećoj destilaciji da se iskoristi korisni neštetni udio. 
Nije rijedak slučaj da se rakija pravi i od kukuruza, krumpira, lubenice, ali i ostataka hrane i kruha (tzv. komadara), pa čak i od pilećeg izmeta. Tvz. šećeruša je lažna rakija. Šećeruša je rakija koja se dobiva proizvodnjom alkohola iz čistog šećera, iako mnogi pogrešno smatraju kako je šećeruša svaka ona u čijem je procesu nastajanja korišten šećer. Dodavanje manjih količina šećera u samljeveno voće na početku fermentacije nije zabranjeno jer je šećer hrana za korisne sojeve kvasaca koji vrše razlaganje voćnih šećera u komini, iako nije najbolja.
Higijena je element kvalitete i pri proizvodnji rakije se odnosi na tehnološki proces. Količina metanola (koji se dobiva u manjoj ili većoj mjeri prilikom svake destilacije) je u direktnoj vezi s higijenom tijekom pripreme voća, odnosno, što je u komini više lišća, zemlje i prljavštine, više je i metanola. Također određen broj proizvođača metanol ne odvaja od ostatka, odnosno etanola. Takva rakija loše higijene prepozna se po "paležu" jezika i grla (indijanski: "vatrena voda"), vrlo specifičnom oporom mirisu koji suzbija voćnu aromu te glavobolji.
Evo pregleda važnijeg kemijskog sastava kod destilacije alkohola iz fermentiranog voća (i žitarica) i točke vrenja:
aceton 56,5°C, metanol (drveni alkohol) – 64 °C, etil acetat – 77,1 °C, etanol – 78 °C, 2-propanol – 82 °C, 1-propanol – 97 °C, voda – 100 °C, butanol – 116 °C, amil alkohol – 137,8 °C, furfural – 161 °C.
Savršena destilacija trebala bi biti između 78 i 82 °C, jer je tada etanol daleko dominantniji alkohol u rakiji koji u umjerenoj količini nije štetan za zdravlje.
Za proizvodnju rakija od nekih se biljaka koriste cvjetovi (npr. breza, bazga, lipa, hajdučka trava, hmelj), od drugih se koriste plodovi (npr. anis, komorač, kim, kleka), a od trećih se koriste sočni plodovi (npr. zelena naranča, limun).
Opća podjela rakija:
- (Prirodne) rakije 
  - Rakije od grožđa
  - Voćne rakije (uključuje i rakije od šumskih plodova)
    - rakije od koštuničavog voća (npr. šljiva, višnja, trešnja)
    - rakije od jabučastog voća (npr. jabuka, dunja, smokva)
    - rakije od (ostalog) bobičastog voća (npr. borovnica, ribiz, kupina, grožđe)

  - Rakije od voćne komine
  - Specijalne (prirodne) rakije
    - aromatične (aromatizirane) rakije
    - travarice
- Rakije po posebnim postupcima (uključuje žitnu rakiju, rakiju od aromatskog bilja i rakiju od voćnih macerata)
  - rakije od prevrele žitne komine
  - rakije od prevrelih plodova
  - rakije od šećerne trske
  - rakije od prevrelih plodova siromašnih šećerom
  - rakije od macerata neprevrelih sirovina u etil-alkoholu

| Voće           | Naziv                                                           |                |
| Osnovni tipovi | Osnovni tipovi                                                  | Osnovni tipovi |
| -------------- | --------------------------------------------------------------- | -------------- |
| šljiva         | šljivovica                                                      |                |
| grožđe         | lozovača/loza (od fermentiranog masulja)                        |                |
| grožđe         | komovica/dropica (od ocijeđene komine)                          |                |
| grožđe         | drožđenka (od vinskog taloga)                                   |                |
| grožđe         | vinjak (od vina) / konjak                                       |                |
| grožđe         | vinovica (od vina s ili bez vinskog taloga )                    |                |
| grožđe         | brandy                                                          |                |
| grožđe         | rakija od vina                                                  |                |
| marelica       | mareličarka/kajsijevača                                         |                |
| kruška         | kruškovača, vilijamovka (kruškovac je liker)                    |                |
| jabuka         | jabukovača                                                      |                |
| dunja          | dunjevača                                                       |                |
| smokva         | smokvovača/smokovača                                            |                |
| dud            | dudovača/dudara                                                 |                |
| oskoruša       |                                                                 |                |
| maginja        |                                                                 |                |
| kleka          | brinjevac                                                       |                |
| S dodatcima    |                                                                 |                |
| s travama      | travarica/trava                                                 |                |
| s orasima      | orahovača (orahovac je liker)                                   |                |
| s medom        | medica/medovača/medenica/medovica/medena rakija/liker od meda * |                |
| s višnjama     | višnjevača (višnjevac je liker)                                 |                |
| s imelom       | biska *                                                         |                |
| s klekom       | klekovača                                                       |                |
| s mentom       |                                                                 |                |
| s grožđem      | mastika ili raki                                                |                |
| s trešnjom     | trešnjevača                                                     |                |
| s breskvom     | breskovača                                                      |                |
| sa šipkom      |                                                                 |                |
| s rogačem      | rogačica (rogačuša je liker)                                    |                |
| s drijenom     | drenovača/drena                                                 |                |
| s rutom        | ruda *                                                          |                |

* biska, medenica i ruda su poznate kao istarske rakije
Preporučuje se piti rakiju iz posebnih malih čašica volumena od 0,3 do 0,5 dl. Za ispijanje rakije koristi se i čokančić.
Popularna je tradicijska teza da se jakost rakije može ocijeniti prema veličini krugova mjehurića ("vjenčić") koji nastaju kad je boca dobro protresena, ali je to nepouzdano. Također se to pogrešno rabi za mjerenje kakvoće likera. Pouzdana metoda određivanja jačine rakije je mjerenjem alkoholometrom.

## Vanjske poveznice
|  | Wikizvor ima izvorni tekst Kako je postala rakija |
|  | Wikicitati imaju zbirke citata o temi Rakija      |